# سجن وهران
سجن وهران يقع في حي المدينة الجديدة في وهران بالجزائر، وقد أنشئ ما بين 1935-1939.

## عنه
أقيم السجن في ثلاثينيات القرن العشرين، في منطقة شاسعة غير مبنية تنتشر فيها البساتين القديمة، التي كانت تفصل كمساحات فارغة بين أحياء المدينة الجديدة، الحمري، ومديوني، ولا يوجد بها سوى ضريح سيدي المهاجي. فكان أوّل بناء فيها هو السّجن المدني لوهران الذي أقيم ما بين 1935 حتى 1939.